# British Academy

Logo der British Academy

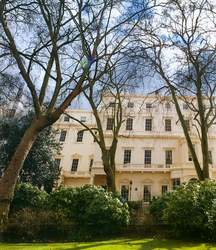
Das Gebäude der British Academy (2011)

Die British Academy [vollständiger Name: British Academy for the Promotion of Historical, Philosophical and Philological Studies] (deutsch Britische Akademie) ist eine britische Gelehrtengesellschaft zur Wissenschaftspflege mit über 1000 gewählten Mitgliedern. Sie dient als nationale Akademie der Wissenschaften des Vereinigten Königreiches für die Sozial- und Geisteswissenschaften. Sie wurde 1902 durch königliches Privileg (Royal Charter) gegründet mit Sitz in Carlton House Terrace, London. Ihr erster Sekretär war der Philologe und Literaturwissenschaftler Israel Gollancz, nach dem der „Sir Israel Gollancz Prize“ benannt wurde, der erstmals 1925 vergeben wurde.
Die Mitglieder der Academy werden als Fellows bezeichnet und dürfen zu ihrem Namen das Kürzel FBA führen.

## Sektionen
Die British Academy ist in 18 Sektionen unterteilt:
- African and Oriental Studies
- Archaeology
- Classical Antiquity
- Early Modern History to C1800
- Early Modern Languages and Literature
- Economics and Economic History
- History of Art and Music
- Law
- Linguistics and Philology
- Medieval Studies: History and Literature
- Modern History from C1800
- Modern Languages, Literatures, and Other Media
- Philosophy
- Political Studies: Political Theory, Government and International Relations
- Psychology
- Social Anthropology and Geography
- Sociology, Demography and Social Statistics
- Theology and Religious Studies

## Auszeichnungen
Die British Academy verleiht folgende Preise:
- The British Academy Book Prize for Global Cultural Understanding
- British Academy Medal
- Burkitt Medal (nach Francis Crawford Burkitt)
- Derek Allen Prize
- Grahame Clark Medal
- John Coles Medal
- Kenyon Medal for Classical Studies
- Leverhulme Medal
- Peter Townsend Policy Press Prize
- President's Medal
- Rose Mary Crawshay Prize
- Serena Medal
- Sir Israel Gollancz Prize
- Wiley Prize in Economics
- Wiley Prize in Psychology

## Präsidenten
- Sir Donald Mackay 1902–1907
- Sir Edward Maunde Thompson 1907–1909
- Samuel Butcher 1909–1910
- Sir Adolphus Ward 1911–1913
- The Viscount Bryce 1913–1917
- Sir Frederic Kenyon 1917–1921
- The Earl of Balfour 1921–1928
- H. A. L. Fisher 1928–1932
- John William Mackail 1932–1936
- Sir David Ross 1936–1940
- J. H. Clapham 1940–1946
- Sir Idris Bell 1946–1950
- Sir Charles Kingsley Webster 1950–1954
- Sir George Norman Clark 1954–1958
- Sir Maurice Bowra 1958–1962
- The Lord Robbins 1962–1967
- Sir Kenneth Clinton Wheare 1967–1971
- Sir Denys Lionel Page 1971–1974
- Sir Isaiah Berlin 1974–1978
- Sir Kenneth James Dover 1978–1981
- The Revd Owen Chadwick 1981–1985
- Sir Randolph Quirk 1985–1989
- Sir Anthony Kenny 1989–1993
- Sir Keith Thomas 1993–1997
- Sir Tony Wrigley 1997–2001
- The Viscount Runciman of Doxford 2001–2004
- The Baroness O’Neill of Bengarve 2005–2009
- Sir Adam Roberts 2009–2013
- The Lord Stern of Brentford 2013–2017
- David Cannadine 2017–2021
- Julia Black 2021–2025
- Susan J. Smith 2025–

## Mitglieder der British Academy
- siehe Kategorie:Mitglied der British Academy